# Martha Jefferson
Martha Wayles Skelton Jefferson (1748. október 30. – 1782. szeptember 6.) Thomas Jefferson felesége, 1779 és 1781 között Virginia állam first ladyje volt. 1782-ben hunyt el, tizenkilenc évvel férje elnöksége előtt, így nem lett az Egyesült Államok first ladyje.
Marthanak és Thomas Jeffersonnak hat gyermeke született, akik közül csak ketten élték meg a felnőttkort. A házaspár egymásnak írt leveleit elégették, és az özvegy Thomas Jefferson ritkán beszélt a feleségéről.
A legtöbb történész szerint Martha halála után Thomas kapcsolatot kezdett Martha féltestvérével, a rabszolga Sally Hemingsszel.

## Származása és gyermekkora
Martha Wayles 1748. október 30-án született Williamsburg történelmi negyedének közelében, Charles City megyében, Virginiában. Apja, John Wayles (1715-1773) az angliai Lancasterben született, és ügyvédként dolgozott, emellett jelentős vagyonra tett szert ültetvényesként és rabszolgakereskedőként. A Farrell and Jones társaság ügynökeként adósságbehajtást is végzett. Anyja, Martha Eppes Wayles (1721-1748) Francis Eppes lánya volt, aki az elsők között telepedett le a Bermuda században, Virginia első közigazgatási egységében.
A Wayles házaspár első gyermekei, egy ikerpár, 1746-ban születtek. A lánycsecsemő holtan született, a fiú pár órával születése után meghalt. Martha volt az egyetlen életben maradt gyermekük, aki a Patty becenevet kapta.
Martha Eppes Wayles halála után John Wayles újranősült: Tabitha (más források szerint Mary) Cocke-ot vette feleségül. Négy gyermekük született, Martha féltestvérei: Sarah, Elizabeth, Tabitha és Anne. Elizabeth Francis Eppeshez, Martha unokatestvéréhez ment feleségül, és fia, John Wayles Eppes később feleségül vette Martha és Thomas Jefferson lányát, Mary Jeffersont. John Wayles második felesége valószínűleg 1756 augusztusa (Anne születése) és 1760 januárja (John Wayles harmadik esküvője) között halt meg.
1760. január 26-án John Wayles feleségül vette Elizabeth Lomax Skeltont, Reuben Skelton özvegyét, akinek öccse, Bathurst Skelton később feleségül vette Marthát. Nem születtek gyermekeik, és Elizabeth 1761. február 10-én elhunyt. Wayles ezután egy rabszolgáját, Betty Hemingset tette az ágyasává, akitől hat gyermeke született, Martha rabszolga féltestvérei.
Második mostohaanyja halála után az ekkor tizenhárom éves Martha lett a Wayles-ház háziasszonya. Gyakran fogadta apja vendégeit az általa rendezett társasági eseményeken, és segítette őt vállalkozása és a háztartás igazgatásában. Oktatását otthon, valószínűleg magántanároktól vagy nőrokonoktól kapta, irodalmat, táncot, zenét és francia nyelvet tanult, illetve tanulmányozta a Bibliát. Ezen kívül jártas volt a gyertyák, a szappan, a vaj és különféle orvosságok készítésében.

## Virginia First Ladyjeként

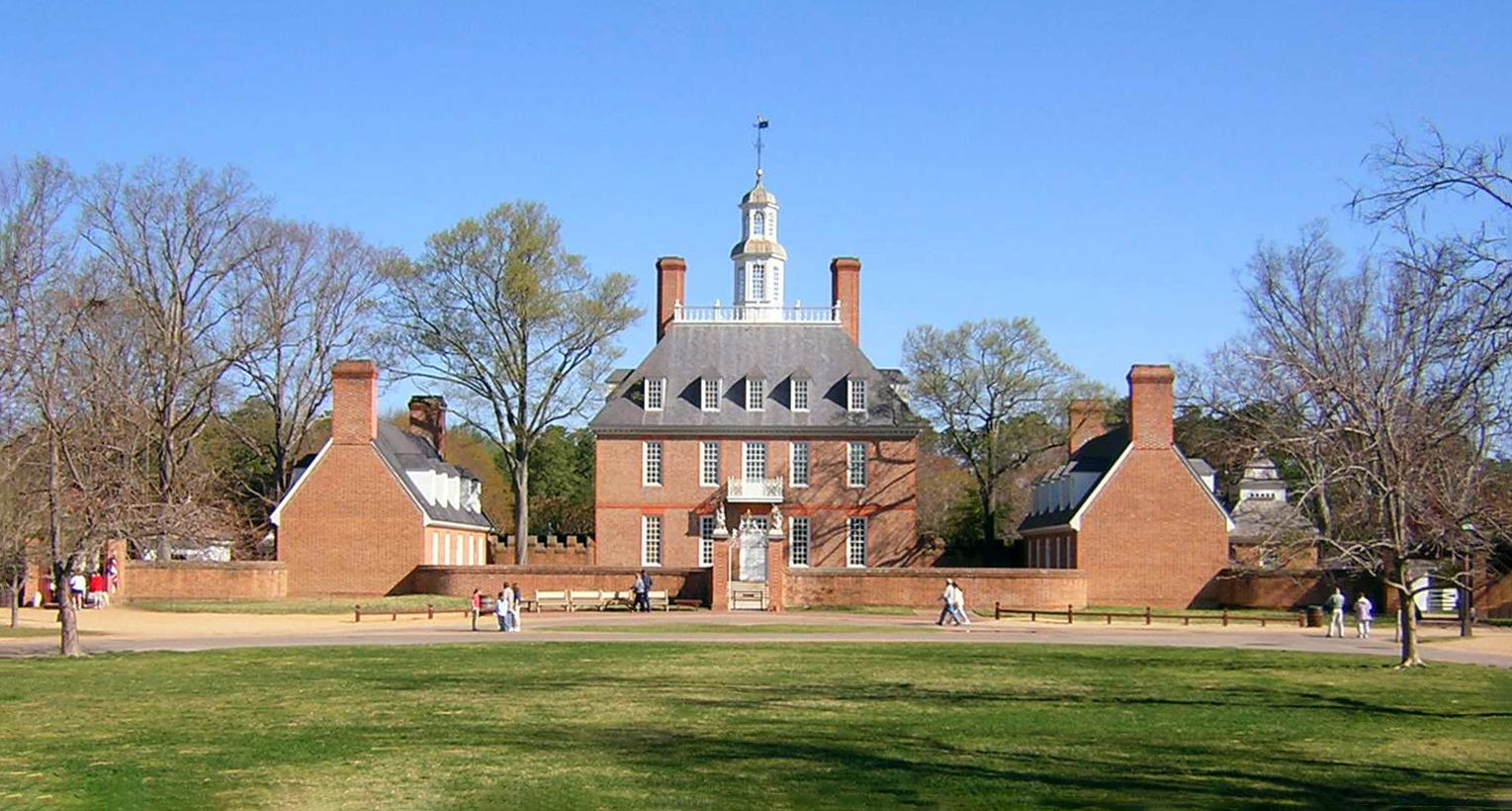
Virginiai kormányzói palota, Thomas Jefferson williamsburgi rezidenciája kormányzósága alatt

1779 és 1781 között, az amerikai függetlenségi háború (1775-1783) ideje alatt Martha Jefferson Virginia First Ladyje volt Thomas Jefferson feleségeként. Ez idő alatt Martha Washington kérésére ő vezette a virginiai nők adománygyűjtését az állam katonáinak segítésére. Felhívást publikált a Virginia Gazette újságban, hirdetve, hogy az adományokat a helyi templomokban gyűjtik. Ebből az időből származik egyetlen, épségben fennmaradt levele is, amelyet Eleanor Conway Madisonnak, James Madison későbbi amerikai elnök édesanyjának írt az adománygyűjtéssel kapcsolatban. A gyűjtést szervező Ladies Association összesen 300 000 dollárt gyűjtött az Egyesült Államokban, amelyből vászoningeket vásároltak a hadsereg számára.

## Magánélete
Nem maradt fenn kép, amely Martha Jeffersont ábrázolja, de családtagok és Isaac Granger Jefferson, második férje, Thomas Jefferson egyik rabszolgájának leírása alapján kicsi, kecses és csinos nő volt, akire legjobban fiatalabbik életben maradt lánya, Mary Jefferson Eppes hasonlított. Martha valamivel magasabb volt, mint 150 cm, az alakja hajlékony, a haja gesztenyebarna, a szeme mogyoróbarna.
Martha játszott zongorán, és gyakran zenélt együtt a férjével, aki hegedült. Egy monticellói vendég, Jacob Rubsamen leírása szerint nagyon ügyesen csembalózott. Emellett jól értett a különféle kézimunkákhoz, néhány hímzése máig fennmaradt. Szeretett olvasni is.

### Házasságai és gyermekei

#### Első házassága Bathurst Skeltonnal (1766-1768)
Martha Wayles 1766. november 20-án, tizennyolc éves korában kötötte első házasságát Bathurst Skeltonnal, egy ügyvéddel, aki 1744-ben született. Fiuk, John, 1767. november 7-én született. 1768. szeptember 30-án Bathurst Skelton elhunyt, és Martha visszaköltözött apjához. John három évesen halt meg, 1771. június 10-én.

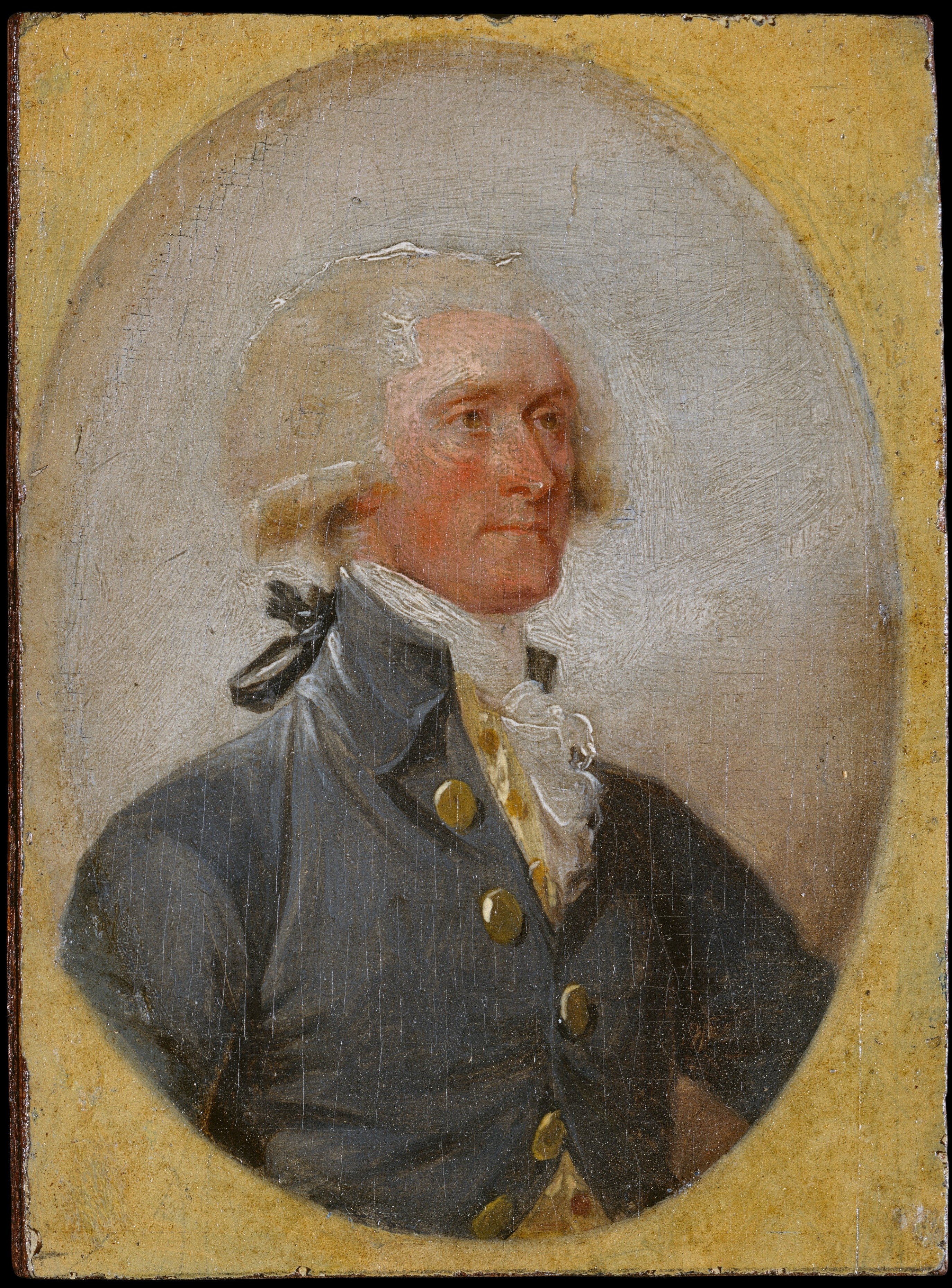
Thomas Jefferson 1788-ban

#### Második házassága Thomas Jeffersonnal (1772-1782)
Thomas Jefferson Martha harmadfokú unokatestvére volt. Valószínűleg 1770 decemberében kezdett el udvarolni neki. Mindketten érdeklődtek a lovaglás, az irodalom és a zene iránt. 1772. január 1-jén házasodtak össze, és Martha kelengyéjének részeként megkapták John Waylestől az Elk Hill ültetvényt, ahol Martha az első férjével élt, illetve rabszolgákat, akik nagy segítséget jelentettek Thomas házának, Monticellónak felépítésében és a környező, ötezer holdas terület tereprendezésében. Amikor Monticellóban munkálatok folytak, vagy Thomas nem tartózkodott otthon, Martha gyakran töltötte idejét az Elk Hill ültetvényen.
Hat gyermekük született, de csak ketten élték meg a felnőttkort. Hárman, Jane Randolph, egy névtelen fiúgyermek és Lucy Elizabeth csecsemőként haltak meg szamárköhögésben. Csak a legidősebb, Martha élt több, mint huszonöt évet:
- Martha "Patsy" Jefferson Randolph[8] (1772. szeptember 27. – 1836. október 10.)
- Jane Randolph Jefferson (1774–1775)
- egy névtelen fiúgyermek, élt tizenhét napot[25] (1777)
- Mary "Polly", később "Maria" Jefferson Eppes (1778. augusztus 1. – 1804. április 17.)[8]
- Lucy Elizabeth Jefferson I (1780–1781)
- Lucy Elizabeth Jefferson II (1782–1784)[26]

## Halála

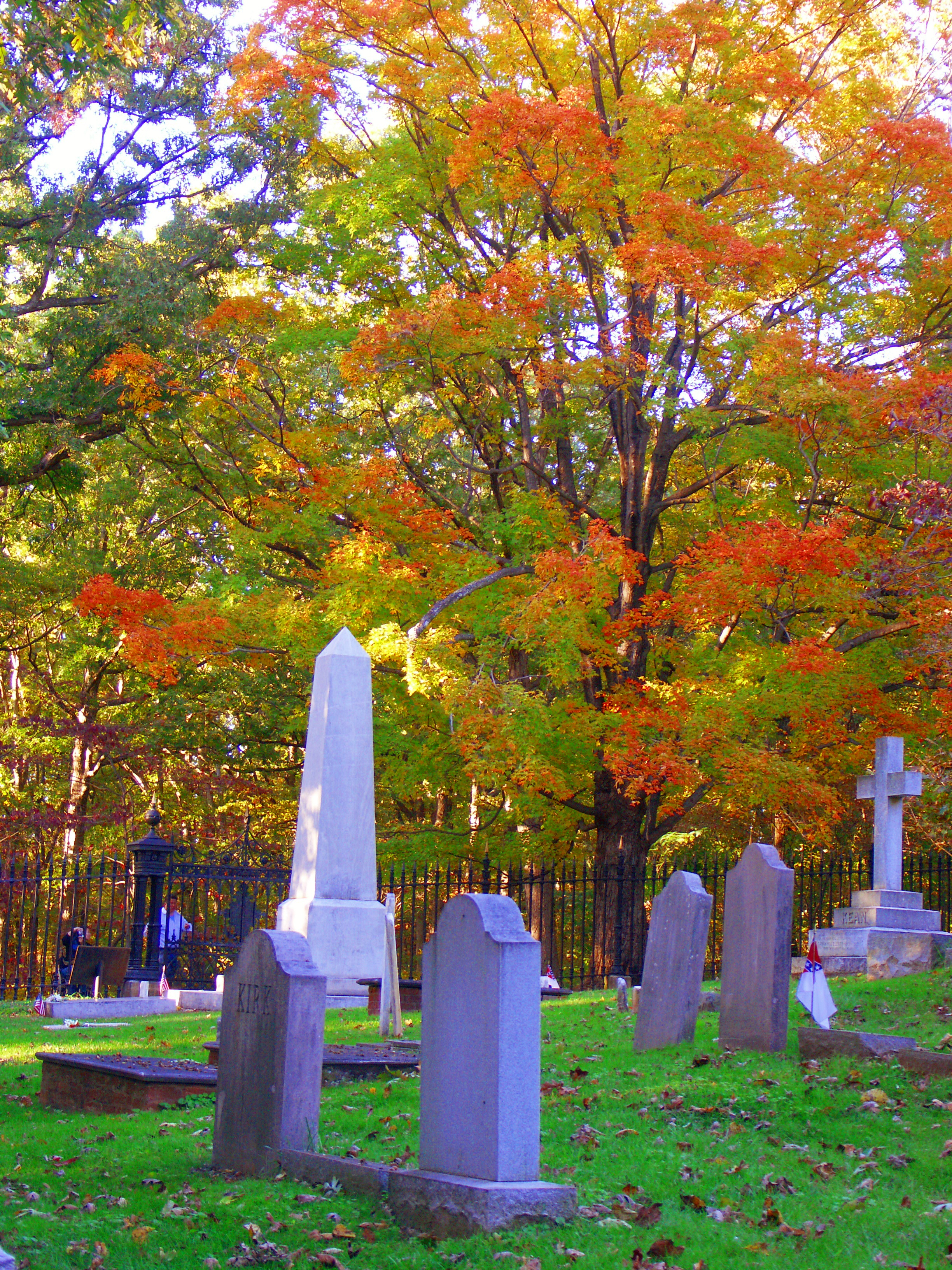
A monticellói családi temető, többek között Thomas Jefferson sírjával

Martha Jefferson legalább egyszer átesett a feketehimlőn, talán cukorbetegségben is szenvedett, és a sok szülés is meggyengítette az egészségét. 1781. júniusában a brit hadsereg rajtaütött Monticellón, azzal a céllal, hogy elfogják Marthát vagy a férjét, így a családnak menekülnie kellett csecsemő gyermekeikkel együtt.
Thomas ebben az időben kevesebbet dolgozott, hogy a gyengélkedő Martha mellett lehessen. Többek között visszautasította a franciaországi küldötti kinevezést is, amelyet végül Martha halála után elfogadott.
1782 májusában megszületett Martha legkisebb gyermeke. Utolsó terhessége volt a legnehezebb, mivel a gyermek nagyon nagy volt. A szülés után állapota egyre romlott, végül 1782. szeptember 6-án hunyt el, harminchárom éves korában, négy hónappal legkisebb gyermeke, Lucy Elizabeth II születése után, és Monticellóban temették el. Thomas Jefferson vigasztalhatatlan volt.
Halálos ágyán Martha arra kérte a férjét, ne nősüljön újra, mert nem akarta, hogy gyermekeit mostohaanyák neveljék. Thomas tiszteletben tartotta a kívánságát, de valószínű, hogy később hosszantartó szexuális kapcsolatot folytatott Sally Hemingsszel, Martha huszonöt évvel fiatalabb féltestvérével, aki John Wayles és egy rabszolgája, Betty Hemings gyermekeként maga is rabszolga volt. A kapcsolatból hat gyermeke született.